# Olympische Winterspiele 2006/Teilnehmer (Bulgarien)
| Gelbes Symbol für Goldmedaillen mit stilisierten Olympischen Ringen | Graues Symbol für Silbermedaillen mit stilisierten Olympischen Ringen | Braundes Symbol für Bronzemedaillen mit stilisierten Olympischen Ringen |
| ------------------------------------------------------------------- | --------------------------------------------------------------------- | ----------------------------------------------------------------------- |
| —                                                                   | 1                                                                     | —                                                                       |

Bulgarien nahm an den Olympischen Winterspielen 2006 im italienischen Turin mit einer Delegation von 22 Athleten teil.

## Flaggenträger
Die Biathletin Ekaterina Dafowska trug die Flagge Bulgariens während der Eröffnungsfeier, bei der Schlussfeier wurde sie von der Shorttrackerin und Silbermedaillengewinnerin Ewgenija Radanowa getragen.

## Medaillengewinner

### Silber
| Name              | Sportart   | Wettkampf        |
| ----------------- | ---------- | ---------------- |
| Ewgenija Radanowa | Shorttrack | 500 m - 44,374 s |

## Teilnehmer nach Sportarten

### Biathlon
- Ekaterina Dafowska
7,5 km Sprint: 33. - 24:23,2 min (2 Schießfehler)
10 km Verfolgung: 28. - +5:24,0 min (6 Schießfehler)
12,5 km Massenstart: 8. - 42:09,4 min (+1:32,9 min) (3 Schießfehler)
15 km Einzel: 11. - 52:45,1 min (3 Schießfehler)
4 × 6 km Staffel: 8. - 1:20:38,7 h (1 Schießfehler, 1 Nachlader) (mit Nikultschina, Filipowa & Popowa)
- Pawlina Filipowa
7,5 km Sprint: 46. - 24:53,3 min (2 Schießfehler)
10 km Verfolgung: 32. - +6:20,9 min (6 Schießfehler)
15 km Einzel: 43. - 56:07,7 min (5 Schießfehler)
4 × 6 km Staffel: 8. - 1:20:38,7 h (1 Schießfehler, 5 Nachlader) (mit Nikultschina, Dafowska & Popowa)
- Nina Kadewa
15 km Einzel: 54. - 57:15,0 min (5 Schießfehler)
- Irina Nikultschina
7,5 km Sprint: 36. - 24:30,0 min (4 Schießfehler)
10 km Verfolgung: 30. - +5:43,2 min (7 Schießfehler)
15 km Einzel: 28. - 54:29,3 min (6 Schießfehler)
4 × 6 km Staffel: 8. - 1:20:38,7 h (1 Schießfehler, 5 Nachlader) (mit Dafowska, Filipowa & Popowa)
- Radka Popowa
7,5 km Sprint: 58. - 26:01,1 min (2 Schießfehler)
10 km Verfolgung: ausgeschieden
4 × 6 km Staffel: 8. - 1:20:38,7 h (1 Schießfehler, 5 Nachlader) (mit Nikultschina, Filipowa & Dafowska)
- Witalij Rudentschik
10 km Sprint: 20. - 27:59,1 min (1 Schießfehler)
12,5 km Verfolgung: 33. - +3:44,5 min (4 Schießfehler)
20 km Einzel: 61. - 1:02:30,0 h (6 Schießfehler)

### Eiskunstlauf
Herren
- Iwan Dinew

17. - 180,11 Pkt.
Paarlauf
- Rumjana Spassowa/Stanimir Todorow

19. – 111,25 Pkt.
Eistanz
- Albena Denkowa/Maxim Stawiski

5. - 189,53 Pkt.

### Rennrodeln
- Petar Iliew
Einsitzer, Herren: 31. - 3:39,683 min

### Shorttrack
- Ewgenija Radanowa
500 m, Frauen: Silber - 44,374 s im Finale
1000 m, Frauen: im Viertelfinale disqualifiziert
1500 m, Frauen: 6. Platz - 2:29,314 min (1. Platz im B-Finale)

### Ski alpin
- Stefan Georgiew
Slalom, Männer: 25. - 1:52,55 min
Alpine Kombination, Männer: ausgeschieden im Slalom (1. Lauf)
- Marija Kirkowa
Slalom, Frauen: ausgeschieden im 2. Lauf
- Michail Sedjankow
Slalom, Männer: ausgeschieden im 1. Lauf
Alpine Kombination, Männer: 31. – 3:23,90 min
- Dejan Todorow
Slalom, Männer: ausgeschieden im 2. Lauf

### Ski nordisch

#### Langlauf
- Iwan Bajrakow
Sprint Freistil, Männer: 71. - 2:32,18 min (Qualifikation)
15 km klassisch, Männer: 67. - 44:06,3 min
Doppelverfolgung, Männer: ausgeschieden

#### Skispringen
- Petar Fartunow
Normalschanze: 64. - 85,0 Pkt. (Qualifikation)
Großschanze: 67. - 26,6 Pkt. (Qualifikation)
- Georgi Scharkow
Normalschanze: 66. - 77,5 Pkt. (Qualifikation)
Großschanze: 59. - 59,3 Pkt. (Qualifikation)

### Snowboard
- Alexandra Schekowa
Parallelriesenslalom, Frauen: 25. - 1:25,01 min (Qualifikation)
Boardercross, Frauen: 22. - 1:35,50 min (Qualifikation)